# Trije stebri Evropske unije
Trije stebri Evropske unije je izraz, ki se uporablja za prikaz, kako se lahko gradijo različne oblike sodelovanja znotraj Evropske unije glede na to, za katero področje politike gre in v kateri del Pogodbe o Evropski skupnosti (Maastrichtska pogodba) spada določeno sodelovanje. To so v bistvu odločbe v Pogodbi o Evropski skupnosti iz treh ločenih političnih področij - o skupni zunanji in varnostni politiki ter na področju pravosodja in notranjih zadev.
Za prikaz razlik med različnimi oblikami sodelovanja znotraj treh področij EU, tudi znotraj posameznega telesa, se uporablja zgradba podobna grškemu templju, s tremi stebri, ki vsak predstavlja različno področje politike. Vse tri stebre drži skupaj skupna streha in skupni temelji.

## Trije stebri
Če Svet tako odloči, lahko uporabi »most Skupnosti«, da določene zadeve prenese s tretjega na prvi steber.
1. Prvi steber ali 'Evropska skupnost' (tudi »domena Skupnosti«) zajema večino skupnih politik in spada v pristojnost Komisije, Parlamenta in Sveta.
2. Drugi steber ali 'Skupna zunanja in varnostna politika' (CFSP) predstavlja skupno zunanjo in varnostno politiko, kjer odločitve sprejema Svet sam.
3. Tretji steber ali 'Policijsko in sodno sodelovanje' (PJCC) predstavlja policijsko in pravosodno sodelovanje v kazenskih zadevah, kjer odločitve sprejema izključno Svet.

| Evropska unija | Evropska unija | Evropska unija | Evropska unija | Evropska unija | Evropska unija | Evropska unija |
| | Prvi steber | | Drugi steber   |                | Tretji steber  |                |
| Evropska skupnost (EC) | Skupna zunanja in varnostna politika (CFSP) | Policijsko in sodno sodelovanje v kazenskih zadevah (PJCC)                                                                               |                |                |                |                |
| --- | --- | --- | -------------- | -------------- | -------------- | -------------- |
| - Carinska unija in skupni evropski trg - Skupna kmetijska politika - Skupna ribiška politika - Konkurenčno pravo Evropske unije - Ekonomska in monetarna unija - EU državljanstvo - Izobraževanje in kultura - Transevropska omrežja - Varstvo potrošnikov - Javno zdravje - Raziskovanje (e.g. Šesti okvirni program EU Sixth Framework Programme) - Varstvo okolja - Socialni protokol - Politika azila - Schengenski sporazum - Imigracijska politika | Zunanja politika: - Človekove pravice - Demokracija - Tuja pomoč Varnostna politika: - Evropska varnostna in obrambna politika - EU bojne skupine - Helsinški cilj - temeljne obrambne usmeritve EU - Ohranjanje miru | - Mednarodna trgovina z mamili in orožjem - Terorizem - Trgovina z ljudmi - Mednarodni organizirani kriminal - Podkupovanje in goljufija |                |                |                |                |
| | | |                |                |                |                |

Trije stebri z enotnim institucionalnim okvirom EU odsevajo razlike med delovanjem in sprejemanjem odločitev v EU. Za prvi steber je značilen prenos suverenosti držav članic na Evropsko skupnost in Evropsko skupnost za atomsko energijo (EUATOM) ter sodelovanje na naddržavni ravni, za drugi in tretji steber pa je značilno medvladno sodelovanje insoglasno sprejemanje odločitev.
V okviru prvega stebra Svet običajno sprejema odločitve s »kvalificirano večino«. Pri odločanju v okviru drugih dveh stebrov pa mora biti odločitev Sveta soglasna: katera koli država lahko torej z vložitvijo veta prepreči sprejetje odločitve.
|                                   |
| Razvoj struktur v Evropski uniji. |

| Podpisan Veljaven Dokument    | 1948 Bruseljska pogodba                                          | 1951 1952 Pariška pogodba   | 1954 1955 Modificirana bruseljska pogodba   | 1957 1958 Rimska pogodba                    | 1965 1967 Pogodba o združitvi               | 1975 N/A Sklep Evropskega sveta             | 1985 1995 Schengenski sporazum              | 1986 1987 Enotni evropski akt               | 1992 1993 Maastrichtska pogodba             | 1992 1993 Maastrichtska pogodba | 1997 1999 Amsterdamska pogodba | 2001 2003 Pogodba iz Nice | 2007 2009 Lizbonska pogodba | 2007 2009 Lizbonska pogodba |  |
|                               |                                                                  |                             |                                             |                                             |                                             |                                             |                                             |                                             |                                             |                                 |                                |                           |                             |                             |  |
| Trije stebri Evropske unije : |                                                                  |                             |                                             |                                             |                                             |                                             |                                             |                                             |                                             |                                 |                                |                           |                             |                             |  |
| Evropske skupnosti:           |                                                                  |                             |                                             |                                             |                                             |                                             |                                             |                                             |                                             |                                 |                                |                           |                             |                             |  |
|                               | Evropska skupnost za jedrsko energijo (EURATOM)                  |                             |                                             |                                             |                                             |                                             |                                             |                                             |                                             |                                 |                                |                           |                             |                             |  |
|                               |                                                                  |                             | Evropska skupnost za premog in jeklo (ESPJ) | Evropska skupnost za premog in jeklo (ESPJ) | Evropska skupnost za premog in jeklo (ESPJ) | Evropska skupnost za premog in jeklo (ESPJ) | Pogodba potekla l. 2002                     | Pogodba potekla l. 2002                     | Pogodba potekla l. 2002                     |                                 | Evropska unija (EU)            | Evropska unija (EU)       |                             |                             |  |
|                               |                                                                  |                             | Evropska gospodarska skupnost (EGS)         |                                             |                                             |                                             |                                             |                                             |                                             |                                 | Evropska unija (EU)            | Evropska unija (EU)       |                             |                             |  |
|                               |                                                                  |                             |                                             | Schengenska pravila                         |                                             |                                             | Evropska skupnost (EC)                      | Evropska skupnost (EC)                      |                                             |                                 | Evropska unija (EU)            | Evropska unija (EU)       |                             |                             |  |
|                               |                                                                  | TREVI                       | TREVI                                       | TREVI                                       | Pravo in notranje zadeve                    |                                             | Evropska skupnost (EC)                      | Evropska skupnost (EC)                      |                                             |                                 | Evropska unija (EU)            | Evropska unija (EU)       |                             |                             |  |
|                               | Policijsko in pravosodno sodelovanje v kazenskih zadevah (PPSKZ) | TREVI                       | TREVI                                       | TREVI                                       | Pravo in notranje zadeve                    |                                             |                                             |                                             |                                             |                                 | Evropska unija (EU)            | Evropska unija (EU)       |                             |                             |  |
|                               |                                                                  |                             |                                             |                                             | Evropsko politično sodelovanje (EPS)        | Skupna zunanja in varnostna politika (SZVP) | Skupna zunanja in varnostna politika (SZVP) | Skupna zunanja in varnostna politika (SZVP) | Skupna zunanja in varnostna politika (SZVP) |                                 | Evropska unija (EU)            | Evropska unija (EU)       |                             |                             |  |
| Nepovezana telesa             | Nepovezana telesa                                                | Zahodnoevropska unija (WEU) | Zahodnoevropska unija (WEU)                 | Zahodnoevropska unija (WEU)                 | Zahodnoevropska unija (WEU)                 | Zahodnoevropska unija (WEU)                 | Zahodnoevropska unija (WEU)                 |                                             |                                             |                                 |                                | Evropska unija (EU)       |                             |                             |  |
| Nepovezana telesa             | Nepovezana telesa                                                | Zahodnoevropska unija (WEU) | Zahodnoevropska unija (WEU)                 | Zahodnoevropska unija (WEU)                 | Zahodnoevropska unija (WEU)                 | Zahodnoevropska unija (WEU)                 | Zahodnoevropska unija (WEU)                 | Pogodba preklicana l. 2011                  |                                             |                                 |                                |                           |                             |                             |  |
|                               |                                                                  |                             |                                             |                                             |                                             |                                             |                                             |                                             |                                             |                                 |                                | p · p · u · z             |                             |                             |  |